# Habenaria kyimbilae
Habenaria kyimbilae är en orkidéart som beskrevs av Rudolf Schlechter. Habenaria kyimbilae ingår i släktet Habenaria och familjen orkidéer. Inga underarter finns listade i Catalogue of Life.